# Bhuttar
Bhuttar (en népalais : भुट्टर) est un comité de développement villageois du Népal situé dans le district d'Udayapur. Au recensement de 2011, il comptait 3 039 habitants.